# Ор Цион
Ор Цио́н (ивр. אור ציון, Свет Сиона‎) — международное молодёжное сионистское движение, ставящее своей целью возрождение, развитие и реализация идей сионизма, а также объединение евреев религиозных и нерелигиозных, евреев Израиля и диаспоры для решения общих задач. Под сионизмом участники движения понимают еврейское национальное движение для объединения и возрождения еврейского народа на его исторической родине — Земле Израиля, а также развития и укрепления государства Израиль.

## История создания
Движение «Ор Цион» появилось изначально в 2008 году в сети интернет, как объединение администраторов еврейских форумов и групп еврейской тематики в социальных сетях, однако, через некоторое время создатели и активисты, получив широкий положительный отклик о проекте, приняли решение о расширении сферы деятельности за пределами интернет-пространства. Катализатором выхода в «реальность» явилась реакция общественности на операцию «Литой свинец», потребовавшая слаженных и организованных ответных действий не только в интернет-пространстве.
Движение «Ор Цион» было создано в результате спонтанной самоорганизации широкого круга людей, объединённых пониманием необходимости возрождения, развития и реализации идей сионизма, а также объединения евреев религиозных и нерелигиозных, евреев Израиля и диаспоры для решения общих задач.
Первые отделения Движения «Ор Цион» возникли в феврале 2009 года в Москве и Иерусалиме. Во время празднования еврейского праздника Ту би Шват
инициативная группа евреев из России и Израиля решила создать движение «Ор Цион» (Свет Сиона), которое призвано расширять и укреплять связь между евреями во всём мире, подняв национальный флаг физического и духовного стремления еврейского народа к Сиону, противостоять антисемитизму и неотступно связанному с ним антисионизму.

## Идеология
В основе деятельности международного движения «Ор Цион», лежат базовые принципы, которые были выработаны в первую очередь, на основе трудов рава Авраама Ицхака Кука и Зеева Жаботинского, совместно с широким кругом людей, включая раввинов различных направлений иудаизма и лидеров как локальных, так и международных еврейских организаций и движений.
Девиз движения: "Помним прошлое — создаём будущее!"

### Тринадцать базовых принципов Международного Движения «Ор Цион»
1. «ЦЕЛЬ». Цель создания движения «Ор Цион»: Возрождение, развитие и реализация идей сионизма, а также объединение евреев религиозных и нерелигиозных, евреев Израиля и диаспоры для решения общих задач. Под сионизмом мы понимаем еврейское национальное движение для объединения и возрождения Еврейского Народа на его исторической Родине — Земле Израиля, а также развития и укрепления Государства Израиль.
2. «КТО». Движение «Ор Цион» создано не решением какой-либо партии, организации или отдельного человека. Оно создано в результате спонтанной самоорганизации широкого круга людей, объединённых пониманием необходимости восстановления единства Народа Израиля и совместных действий для достижения поставленных целей.
3. «ДЛЯ КОГО». Движение «Ор Цион» создано для всех, кто любит Народ Израиля, любит Землю Израиля, уважает Тору Израиля. Любой, считающий себя соответствующим указанным критериям, может принимать участие в мероприятиях и деятельности «Ор Цион».
4. «КАК». Самоорганизация — принцип управления и развития «Ор Цион». Все решения коллегиальны и принимаются на базе утверждённых регламентов деятельности. В Движении «Ор Цион» каждый может заниматься тем, что ему ближе и что у него лучше получается, а также участвовать в развитии Движения. Для обеспечения эффективности деятельности движения при «Ор Цион» действует консультативный Совет, состоящий из учёных, общественных деятелей, раввинов и лидеров еврейских организаций. В рамках Совета обсуждаются принципиальные вопросы развития и текущей деятельности «Ор Цион».
5. «ПОМНИМ ПРОШЛОЕ — СОЗДАЁМ БУДУЩЕЕ». Мы, создатели и участники Движения «Ор Цион», помним о наших предках, на протяжении четырёх тысяч лет стремившихся улучшать себя и этот мир. Мы осознаём, что занятие исключительно критикой непродуктивно, только непрерывным и совместным трудом мы сможем улучшить государство Израиль, духовный уровень Народа Израиля, деятельность нашего движения, нас самих.
6. «О ПОЛИТИКЕ». Движение «Ор Цион» не является политической партией. «Ор Цион» и её региональные отделения не участвуют в политической жизни стран диаспоры, за исключением борьбы с антисемитизмом, включая такие его формы, как антисионизм и антииудаизм.
7. «О ЗАКОНЕ». Каждое региональное отделение «Ор Цион» действует в строгом соответствии с законами страны, в которой зарегистрировано.
8. «О ТОРЕ». Движение «Ор Цион» объединяет евреев независимо от степени их религиозности. Для того, чтобы в деятельности «Ор Цион» могли принимать участие и религиозные и нерелигиозные евреи, на всех мероприятиях соблюдаются еврейские традиции. Тора Израиля является в глазах участников движения «Ор Цион» национальным наследием и бесспорным фундаментом существования Еврейского Народа. Деятельность движения основывается на данном фундаменте, при этом соблюдение индивидуальных заповедей остаётся правом личного выбора каждого из участников.
9. «СВОБОДА СЛОВА». Официальное мнение движения «Ор Цион» озвучивают уполномоченные на это лица: президент «Ор Цион», пресс-секретари «Ор Цион» и уполномоченные представители в региональных отделениях. Публичные высказывания иных участников «Ор Цион» являются выражением их личного мнения и не являются официальным мнением движения «Ор Цион».
10. «ОБЪЕДИНЯЕМ УСИЛИЯ». Движение «Ор Цион» не конкурирует с действующими еврейскими организациями, работающими на благо Народа Израиля, вместе с тем, мы взаимодействуем с указанными организациями для объединения наших усилий.
11. «КТО УПРАВЛЯЕТ». Движение «Ор Цион» развивается теми, кто готов к продуктивной деятельности во благо наших общих идеалов. Социальное положение не играет роли при распределении обязанностей. Только личные качества участника и его вклад в деятельность движения являются критериями для наделения полномочиями. «Ор Цион» не должен восприниматься его участниками как источник доходов.
12. «ОБЩИЕ ПРОТИВНИКИ». Движение «Ор Цион» открыто для взаимодействия с нееврейскими организациями и их активистами. Все, кто исповедуют идеи нацизма, фашизма, расизма и прочие античеловеческие цели — являются нашими общими противниками.
13. «О МИРЕ». Движение «Ор Цион» стремится к мирному сосуществованию народов Земли. В то же время мы декларируем, что решения и действия, создающие угрозу безопасности государства Израиль, не являются путём к достижению мира[2].

### Гимн «Ор Цион» (Шир Ор Цион)
| Перевод | Транслит | Иврит |
| Я и ты изменим мир. Я и ты, и тогда уже все придут. И раньше, до меня, это говорили, Не важно — изменим мир. Я и ты, взгляд к Сиону устремлён. Проект (план) не лёгкий, но это не страшно. И раньше, до меня, это говорили, Это не важно — изменим мир. Я и ты изменим Израиль, Я и ты, встретимся в Доме Бога (Третьем Храме) И раньше, до меня, это говорили Не важно — изменим мир. Я и ты, взгляд к Сиону устремлён Проект (план) не лёгкий, но это не страшно. И раньше, до меня, это говорили, Это не важно — изменим мир. | Ани ве-ата нешане эт а-олам Ани ве-ата аз явоу квар кулам Амру эт зе кодем лефанай Лё мешане — нешане эт а-олам Ани вэата, аин лецион цофиа[3] Тохнит лё кала, эйн давар зэ лё нора Амру эт зе кодем лефанай Зе лё мешане — нешане эт а-олям Ани ве-ата нешане Исраэль Ани ве-ата нипагеш бе Бейт Эль Амру эт зе кодем лефанай Лё мешане — нешане эт а-олам Ани вэата, аин лецион цофиа Тохнит лё кала, эйн давар зэ лё нора Амру эт зе кодем лефанай Зе лё мешане — нешане эт а-олам | .אני ואתה נשנה את העולם .אני ואתה אז יבואו כבר כולם ,אמרו את זה קודם לפני .לא משנה — נשנה את העולם .אני ואתה עין לציון צופיה .תוכנית לא קלה, אין דבר זה לא נורא ,אמרו את זה קודם לפני .זה לא משנה — נשנה את העולם .אני ואתה נשנה את ישראל .אני ואתה נפגש בבית אל ,אמרו את זה קודם לפני .לא משנה — נשנה את, העולם .אני ואתה עין לציון צופיה .תוכנית לא קלה, אין דבר זה לא נורא ,אמרו את זה קודם לפני .זה לא משנה — נשנה את העולם |

### Флаг движения «Ор Цион»

Флаг Ор Циона

Флаг Движения представляет собой флаг государства Израиль с логотипом «Ор Цион» вместо магендавида в центре.

## Задачи поставленные перед собой организаторами «Ор Цион»
- Обеспечение взаимодействия между евреями Израиля и диаспоры, евреями религиозными и нерелигиозными, помощь репатриантам при абсорбции.
- Пробуждение в людях еврейского самосознания, изучение истории еврейского народа, его традиций, культуры, религии.
- Физическое воспитание еврейской молодёжи (занятия спортом и иные коллективные оздоровительные мероприятия, в том числе для обеспечения безопасности на массовых мероприятиях).
- Ознакомление людей с идеями сионизма, информирование евреев диаспоры о жизни в современном Израиле и израильтян о жизни еврейских диаспор различных стран, представление людям правдивого видения ситуации на ближнем востоке.
- Антидиффамационная деятельность, направленная на борьбу с новыми формами антисемитизма — антисионизмом и антииудаизмом.

На основании составленного списка задач деятельность Организации была разделена на направления, каждое из которых имеет своего координатора.

## Направления деятельности «Ор Цион»
1. Направление «Обучение» (изучение иудаизма, сионизма, иврита, дискуссионный клуб, организация ознакомительных поездок и экскурсий в Израиле).
2. Направление «Интернет» (модерирование сайтов, групп в социальных сетях, координирование работы существующих групп в социальных сетях).
3. Направление «Связи с общественностью (PR)» (организация мероприятий и их информационное сопровождение, связь с другими еврейскими организациями).
4. Направление «Здоровье и безопасность» (организация спортивных мероприятий, в том числе занятий по самообороне).
5. Направление «Информация и Анализ» (мониторинг информационного пространства, аналитика, информационное сопровождение деятельности, написание статей).
6. Направление «Помощь в абсорбции» (организация ознакомительных поездок в Израиль, помощь в репатриации и абсорбции).
7. Направление «Волонтёрская деятельность» (помощь еврейским общинам и организациям).

## СМИ об акциях «Ор Цион»
- Митинг в Москве в поддержку операции «Литой свинец» Архивная копия от 14 апреля 2009 на Wayback Machine
- Открытие московского отделения (недоступная ссылка)
- Акция помощи бедным еврейским семьям Иерусалима
- Акция по разоблачению «антиизраильского пикета»
- Митинг памяти жертв теракта под Хевроном и солидарности с Израилем в Москве (недоступная ссылка)
- Пикет памяти жертв теракта под Хевроном и сбор пожертвований для детей пострадавших, Иерусалим
- Первые открытые общественные дебаты в МГИМО при МИД РФ на тему: Иерусалим — столица Израиля или Палестины?
- Статья об акции Движения «Ор Цион» по сбору подписей под петицией, призывающей Иорданское правительство признать Иорданию национальным домом палестинского народа